# Ulvsta, Ockelbo kommun
Ulvsta är en småort i Ockelbo socken i Ockelbo kommun, Gävleborgs län.

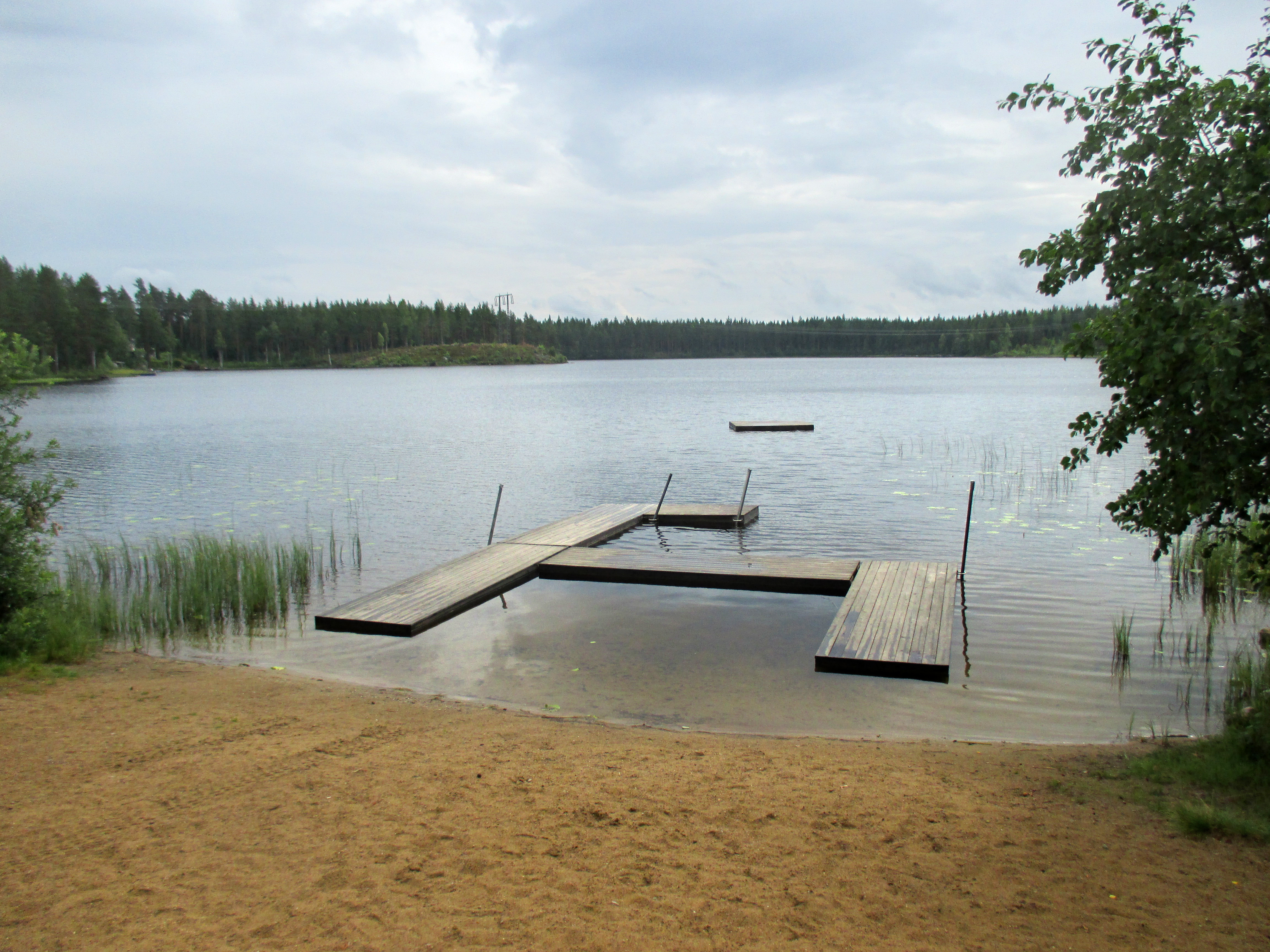
Liss-Rännsjön strax söder om Ulvsta.